# Софія Коппола
Софія Карміна Коппола (англ. Sofia Carmina Coppola; нар. 14 травня 1971, Нью-Йорк, США) — американська сценаристка, режисерка, продюсерка та акторка.

## Життєпис
Народилася 14 травня 1971 року в Нью-Йорку в сім'ї кінорежисера Френсіса Форда Копполи і декораторки Елеонор Ніл. Софія — молодша дитина і єдина дочка в сім'ї. Вона є онукою композитора Карміна Копполи, сестрою Романа і Джанкарло Копполи, кузиною Ніколаса Кейджа і Джейсона Шварцмана.
Після закінчення школи в 1990 році Софія вступила до Коледжу Міллс, а потім в Каліфорнійський інститут мистецтв. У 15 років цікавилася модою, проходила стажування в будинку високої моди Chanel. Закінчивши навчання, організувала випуск власної колекції під маркою Milkfed, яка продавалася ексклюзивно в Японії.

## Кар'єра

### Акторська кар'єра
В кіно дебютувала в юному віці, зігравши епізодичні ролі в 7 фільмах свого батька. Наприклад, у сцені хрещення немовляти в «Хрещеному батьку». 
У 1984 році вперше знялася не у батька — в картині «Франкенвіні». У титрах Копполу згадали не під її зоряним ім'ям, а під творчим псевдонімом Доміно. 
У 1986 році Коппола отримала роль в драмі свого батька «Пеггі Сью вийшла заміж» з Ніколасом Кейджем.
Її найпомітнішою роллю стала Марія Карлеоне у «Хрещеному батьку 3» (1990), яку через хворобу не змогла виконати Вайнона Райдер. Однак критика не оцінила роботу Копполи, і вона отримала «Золоту малину» як найгірша нова зірка. На цьому кар'єра Копполи закінчилася, яка не надто засмутилася і реалізувалась в інших областях.

### Сценаристка та режисерка
У 1989 році Коппола разом з батьком написала сценарій короткометражки для антології «Нью-Йоркські історії».  
У 1998 році вона дебютувала як режисерка з картиною «Оближіть зірку». 
Наступний фільм, засновану на реальних подіях драму «Незайманки-самогубці» (1999), зняла за власним сценарієм. Стрічка одержала високі оцінки критики. 
Проривом став фільм 2003 року «Труднощі перекладу» про випадкову зустріч дівчини і старіючого актора в Токіо. Софія Коппола отримала «Оскар» за оригінальний сценарій «Труднощів перекладу» і була представлена в номінації «Найкращий режисер». Фільм отримав три «Золотих глобуси», у тому числі як найкращий фільм року.
Наступна робота Копполи, історична мелодрама «Марія-Антуанетта», дебютувала на Каннському кінофестивалі та була тепло прийнята публікою, хоча думки критики розділилися. У 2010 році Коппола випустила частково автобіографічний фільм «Десь».
У 2014 році увійшла до складу журі 67-го Каннського кінофестивалю.
2017 року сфільмувала ремейк стрічки Дона Сіґела «Обдурений». Стрічку було відібрано для участі в основній конкурсній програмі 70-го Каннського міжнародного кінофестивалю у змаганні за Золоту пальмову гілку.

## Особисте життя
У 1999 році Коппола одружилася з режисером Спайком Джонзом. Через чотири роки шлюб розпався. 
З 27 серпня 2011 року вона одружена з Томом Марсом, лідером французької інді-рок-групи «Фенікс». Церемонія відбулась в південній Італії, в містечку Бернальда. Народила доньок Ромі (нар. 2006) та Козіму (нар. 2010).

## Фільмографія

### Режисерка
| Рік  | Назва                   | Режисерка | Сценаристка | Продюсерка | Примітки                    |
| ---- | ----------------------- | --------- | ----------- | ---------- | --------------------------- |
| 1989 | Нью-йоркські історії    | Ні        | Так         | Ні         | Сегмент: «Life Without Zoë» |
| 1998 | Lick the Star           | Так       | Так         | Так        | короткометражний            |
| 1999 | Незайманки-самогубці    | Так       | Так         | Ні         |                             |
| 2003 | Труднощі перекладу      | Так       | Так         | Так        |                             |
| 2006 | Марія-Антуанетта        | Так       | Так         | Так        |                             |
| 2010 | Десь                    | Так       | Так         | Так        |                             |
| 2013 | Елітне суспільство      | Так       | Так         | Так        |                             |
| 2015 | Дуже Мюрреєвське Різдво | Так       | Так         | Так        | телевізійна спецпрограма    |
| 2017 | Обдурений               | Так       | Так         | Так        |                             |
| 2020 | Остання крапля          | Так       | Так         | Так        |                             |
| 2023 | Прісцілла               | Так       | Так         | Так        |                             |

### Акторка
| Рік  |     | Українська назва                          | Оригінальна назва                            | Роль                      |
| ---- | --- | ----------------------------------------- | -------------------------------------------- | ------------------------- |
| 1972 | ф   | Хрещений батько                           | The Godfather                                | Michael Francis Rizzi     |
| 1974 | ф   | Хрещений батько 2                         | The Godfather ІІ                             | дитина на кораблі         |
| 1983 | ф   | Ізгої                                     | The Outsiders                                | маленька дівчинка         |
| 1983 | ф   | Бійцівська рибка                          | Rumble Fish                                  | Донна                     |
| 1984 | кф  | Франкенвіні                               | Frankenweenie                                | Енн Чемберс               |
| 1984 | ф   | Клуб «Коттон»                             | The Cotton Club                              | дитина на вулиці          |
| 1986 | ф   | Пеґґі Сью вийшла заміж                    | Peggy Sue Got Married                        | Ненсі Келчер              |
| 1987 | ф   | Анна                                      | Anna                                         | Нудл                      |
| 1990 | ф   | Хрещений батько 3                         | The Godfather ІІІ                            | Мері Корлеоне             |
| 1991 | док |                                           | Hearts of Darkness: A Filmmaker's Apocalypse | у ролі самої себе         |
| 1992 | ф   | Inside Monkey Zetterland                  | Inside Monkey Zetterland                     | Сінді                     |
| 1999 | ф   | Зоряні війни. Епізод I. Прихована загроза | Star Wars: Episode I – The Phantom Menace    | Саше                      |
| 2022 | с   | Чим ми займаємося в тінях                 | What We Do in the Shadows                    | камео (Епізод: «Freddie») |

## Нагороди та номінації
- «Оскар»[25]
  - 2004 — премія за найкращий оригінальний сценарій «Труднощі перекладу»
  - 2004 — номінації за найкращу режисуру та найкращій фільм «Труднощі перекладу»

- Каннський кінофестиваль
  - 2017 — Приз за найкращу режисуру («Обдурений»)